# Delage Type J
Der Delage Type J sowie die Variante Delage Type J 3 waren frühe Personenkraftwagenmodelle der französischen Marke Delage.

## Beschreibung

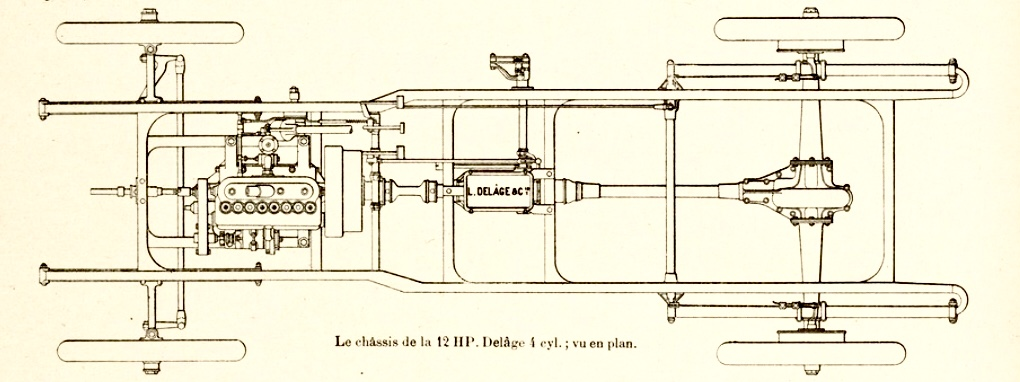
Delage Type J Chassis um 1909

Die nationale Zulassungsbehörde prüfte den Type J mit der Nummer 654 und erteilte am 18. Januar 1909 die Genehmigung. Delage bot das Modell von 1909 bis 1910 an. Vom Type J 3 erhielt das Fahrzeug 840 am 31. August 1909 seine Zulassung. Vorgänger war der Delage Type H, Nachfolger wurden der Delage Type AB und der Type AD. 
Ein Vierzylindermotor von De Dion-Bouton trieb die Fahrzeuge der ersten Serie an. Er hatte 75 mm Bohrung und 100 mm Hub. Das ergab 1767 cm³ Hubraum. Der Motor war mit 10 oder 12 Cheval fiscal eingestuft und leistete 14,5 PS. Die Wagen der zweiten bis fünften Serie waren vom Type J 3. Ihre Motoren hatten die gleiche Bohrung, aber 120 mm Hub und 2121 cm³ Hubraum. Das Getriebe hatte 3 Gänge. Die Motoren der zweiten bis vierten Serie kamen von Établissements Ballot, die der fünften Serie wieder von De Dion-Bouton. Die Bereifung von Michelin hatte vorn die Größe 760 mm Durchmesser und 90 mm Breite und hinten 765 mm Durchmesser und 105 mm Breite.
Das Fahrgestell des Type J hatte 1128 mm Spurweite und jene des Type J 3 1280 mm Spurweite. Der Radstand betrug wahlweise 2350 oder 2600 mm. Überliefert sind Doppelphaeton, Landaulet und Phaeton.
Die Höchstgeschwindigkeit war mit 62 bis 65 km/h angegeben und das Leergewicht mit 1020 kg. Eine andere Quelle bestätigt das Leergewicht und gibt außerdem noch 3460 mm Fahrzeuglänge und 1450 mm Fahrzeugbreite an.

## Stückzahlen und überlebende Fahrzeuge
Peter Jacobs vom Delage Register of Great Britain erstellte im Oktober 2006 eine Übersicht über Produktionszahlen und die Anzahl von Fahrzeugen, die noch existieren. Seine Angaben zu den Bauzeiten weichen in einigen Fällen von den Angaben der Buchautoren ab. Stückzahlen zu den Modellen vor dem Ersten Weltkrieg sind unbekannt. Für dieses Modell bestätigt er die Bauzeit von 1909 bis 1910. Es existieren noch drei Fahrzeuge.